# تپه احمدآباد علیا
تپه احمدآباد علیا مربوط به دوره هخامنشی - دوره اشکانیان است و در شهرستان کرمانشاه، بخش مرکزی، دهستان میان دربند، شمال و حاشیه بیرونی شمالی روستای احمدآباد علیا واقع شده و این اثر در تاریخ ۱۵ دی ۱۳۸۷ با شمارهٔ ثبت ۲۴۱۰۶ به‌عنوان یکی از آثار ملی ایران به ثبت رسیده است.